# Claudia Kauertz
Claudia Kauertz (geboren 1967 in Erkelenz) ist eine deutsche Historikerin und Archivarin. Sie ist Leiterin des Hauses der Essener Geschichte / Stadtarchiv.

## Leben
Kauertz studierte die Fächer Mittlere und Neuere Geschichte, Germanistik und Osteuropäische Geschichte zunächst an der Universität Köln, dann an der Universität Göttingen, an der sie 1999 promovierte zum Thema Wissenschaft und Hexenglaube. Die Diskussion des Zauber- und Hexenwesens an der Universität Helmstedt (1576-1626).
In Niedersachsen absolvierte sie von 2000 bis 2002 ihr Archivreferendariat und wirkte von 2002 bis 2011 als Referentin im Niedersächsischen Landesarchiv – Hauptstaatsarchiv Hannover. Zum 1. April 2011 übernahm sie im Landschaftsverband Rheinland (LVR) die Leitung des Sachgebiets Archivberatung im LVR-Archivberatungs- und Fortbildungszentrum (LVR-AFz) in Pulheim.
Am 1. März 2019 übernahm Kauertz – als Nachfolgerin von Klaus Wisotzky – die Leitung des Hauses der Essener Geschichte / Stadtarchiv.

## Schriften (Auswahl)
Claudia Kauertz publizierte zur Archivistik sowie zur niedersächsischen und rheinischen Landesgeschichte, schwerpunktmäßig zu den Themen Hexenforschung, Rechts- und Medizingeschichte:
- Wissenschaft und Hexenglaube. Die Diskussion des Zauber- und Hexenwesens an der Universität Helmstedt (1576–1626) (= Hexenforschung, Bd. 6), Bielefeld: Verlag für Regionalgeschichte, ISBN 978-3-89534-353-7 und ISBN 3-89534-353-6; Inhaltsverzeichnis
- Akten des Reichskammergerichts im Hauptstaatsarchiv Hannover. Hochstift Hildesheim und benachbarte Territorien, 1495–1806 (= Das Niedersächsische Landesarchiv und seine Bestände, Bd. 1) (= Inventar der Akten des Reichskammergerichts, Nr. 30) (= Veröffentlichungen der Niedersächsischen Archivverwaltung), 4 Bände, bearb. und eingeleitet von Claudia Kauertz. Nach Vorarbeiten von Anikó Szabó und Klemens Wieczorek, unter Mitarbeit und mit Indizes von Sven Mahmens, Hannover: Hahnsche Buchhandlung, 2009, ISBN 978-3-7752-5919-4
  - Bd. 1: A-G; Inhaltsverzeichnis
  - Bd. 2: H-O; Inhaltsverzeichnis
  - Bd. 3: P-Z; Inhaltsverzeichnis
  - Bd. 4: Indizes; Inhaltsverzeichnis
- Claudia Kauertz (Red.): Digital und analog. Die beiden Archivwelten. Beiträge / 46. Rheinischer Archivtag, 21.–22. Juni 2012 in Ratingen (= Archivhefte, Bd. 43), Konferenzschrift des LVR-Archivberatungs- und Fortbildungszentrums, Bonn: Habelt, 2013, ISBN 978-3-7749-3848-9; Inhaltsverzeichnis
- Claudia Kauertz (Red.): Betrieb versus Projekt? Finanzierung der Archive in der Zukunft; Beiträge / 47. Rheinischer Archivtag, 13.–14. Juni 2013 in Aachen (= Archivhefte, Bd. 44), Bonn: Habelt 2014, ISBN 978-3-7749-3888-5; Inhaltsverzeichnis und Inhaltstext
- Claudia Kauertz (Hrsg.): Zehn Jahre Haus der Essener Geschichte/Stadtarchiv. Aufgaben – Bestände – Gebäude (= Veröffentlichungen des Hauses der Essener Geschichte/Stadtarchiv, Band 3), Münster: Aschendorff Verlag 2011, ISBN 978-3-402-14213-4 und ISBN 3-402-14213-9; Inhaltsverzeichnis